# تاکومی کیتامورا
تاکومی کیتامورا (انگلیسی: Takumi Kitamura؛ زادهٔ ۳ نوامبر ۱۹۹۷) بازیگر، خواننده، بازیگر خردسال، و مدل (شخص) اهل ژاپن است.
از فیلم‌ها یا برنامه‌های تلویزیونی که وی در آن نقش داشته‌است می‌توان به بذار جیگرتو بخورم اشاره کرد.